# مات إروين (مصور)
مات إروين (بالإنجليزية: Matt Irwin)‏ هو مصور بريطاني، ولد في 10 فبراير 1980، وتوفي في 5 مايو 2016.

## وصلات خارجية
- مات إروين على موقع ميوزك برينز (الإنجليزية)